# Jak Kulhwch dostal Olwen
Jak Kulhwch dostal Olwen (Culhwch ac Olwen) je příběh ze středního Walesu, vzniklý nejpozději kolem roku 1100, který zařadila do svého anglického překladu souboru dvanácti středověkých velšských bájí a pověstí Mabinogi lady Charlotte Guestová.

## Charakteristika příběhu
Příběh je řazen mezi čtyři vyprávění, která jsou někdy souhrnně označována jako národní báje nebo pověsti. Jediný úplný text se dochoval v Červené knize hergetské, neúplný v Bílé knize Rhydderchově (obě ze 14. století). Mezi texty jsou určité rozdíly, což je důkazem existence verzí dřívějších, které lze datovat do období od 7. do 11. století. Pověst je považována za nejstarší příběh o králi Artušovi a je jednou z prvních velšských středověkých prozaických textů. Je to současně i nejdelší z dochovaných velšských prozaických příběhů.
Obecně se má za to, že pověst má velice blízko k tradičnímu ústnímu vyprávění. Obsahuje narativní dějové struktury, jako je například pokus macechy zkazit život svého nevlastního syna, starý král nebo obr, kterému je souzeno zemřít, pokud by se jeho dcera někdy vdala, plnění obtížných úkolů jejím nápadníkem, jeho kouzelní pomocníci atp. Také zobrazení Artuše postrádá pozdější anglické nebo francouzské líčení krále jako křesťanského rytíře. V příběhu jsou přítomny i prvky záměrného humoru a ironie.

## Obsah
Příběh začíná tím, že se král Kylidd ožení s dcerou krále Amlawdda Goleuddydd. Ta otěhotní, ale před porodem ztratí zdravý rozum. Svého syna porodí ve výběhu prasat a brzy na to umírá. Chlapce jménem Kulhwch tajně vychovává pastevec vepřů až do jeho dospělosti.

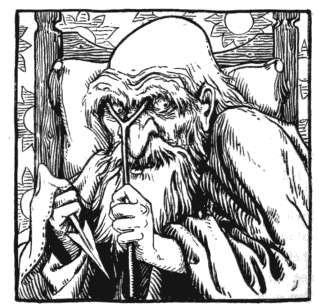
Obr Ysbaddaden Bencawr, ilustrace Johna D. Battena z roku 1892

Kilydd při hledání další manželky zabije krále Dogeda, zmocní se jeho země a vezme si jeho vdovu za manželku. Nová královna je nešťastná, že nemá přímého dědice, ale když se všichni dozví o existenci Kulhwcha, navrhne, aby se Kulhwch oženil s její dcerou z předcházejícího manželství, čímž by zajistil nástupnictví i pro její rod. Kulhwch to odmítne a královnu tím urazí. Ta na něj v zuřivém hněvu, že zmařil její plány, uvalí kletbu, že se jeho manželkou nemůže stát žádná jiná žena než krásná Olwen, dcera krále obrů Ysbaddadena Bencawra. Ačkoliv jí nikdy neviděl, Kulhwch se do Olwen zamiluje, ale jeho otec ho varuje, že ji nikdy nenajde bez pomoci svého slavného bratrance krále Artuše. Kulhwch proto cestuje k jeho dvoru v Kelliwigu v Cornwallu, aby získal jeho radu a pomoc.

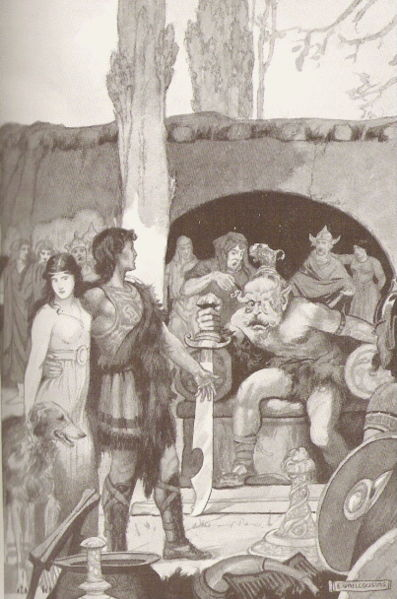
Kulhwch v Ysbaddadenově hradě, ilustrace od Ernesta Wallcousinse z roku 1920

Artuš souhlasí, že Kulhwchovi pomůže obra a jeho dceru najít. Společně se vydají na cestu s vybranou skupinou šesti Artušových rytířů, z nichž každý má zvláštní talent. Je mezi nimi například Cai (Sir Kay), Gwalchmei (Sir Gawain), Bedwyr (Sir Bedivere) nebo kouzelník Menw. Po putování divočinou objeví pastýře Custennina, obrova bratra, a jeho manželku, která je sestrou Kulhwchovy matky. Pastýřova žena Kulhwcha varuje, že všechny muže, kteří hledali Olwen, již nikdo niky neviděl, že oni sami byli obrem Ysbaddadenem okradeni o svou zem a že obr zabil všechny jejich syny až na jednoho, Goreua. Když zjistí, že není schopna Kulhwcha od hledání Olwen odradit, řekne mu, že Olwen každou sobotu, což je právě dnes, přichází k nim domů, aby si umyla vlasy.

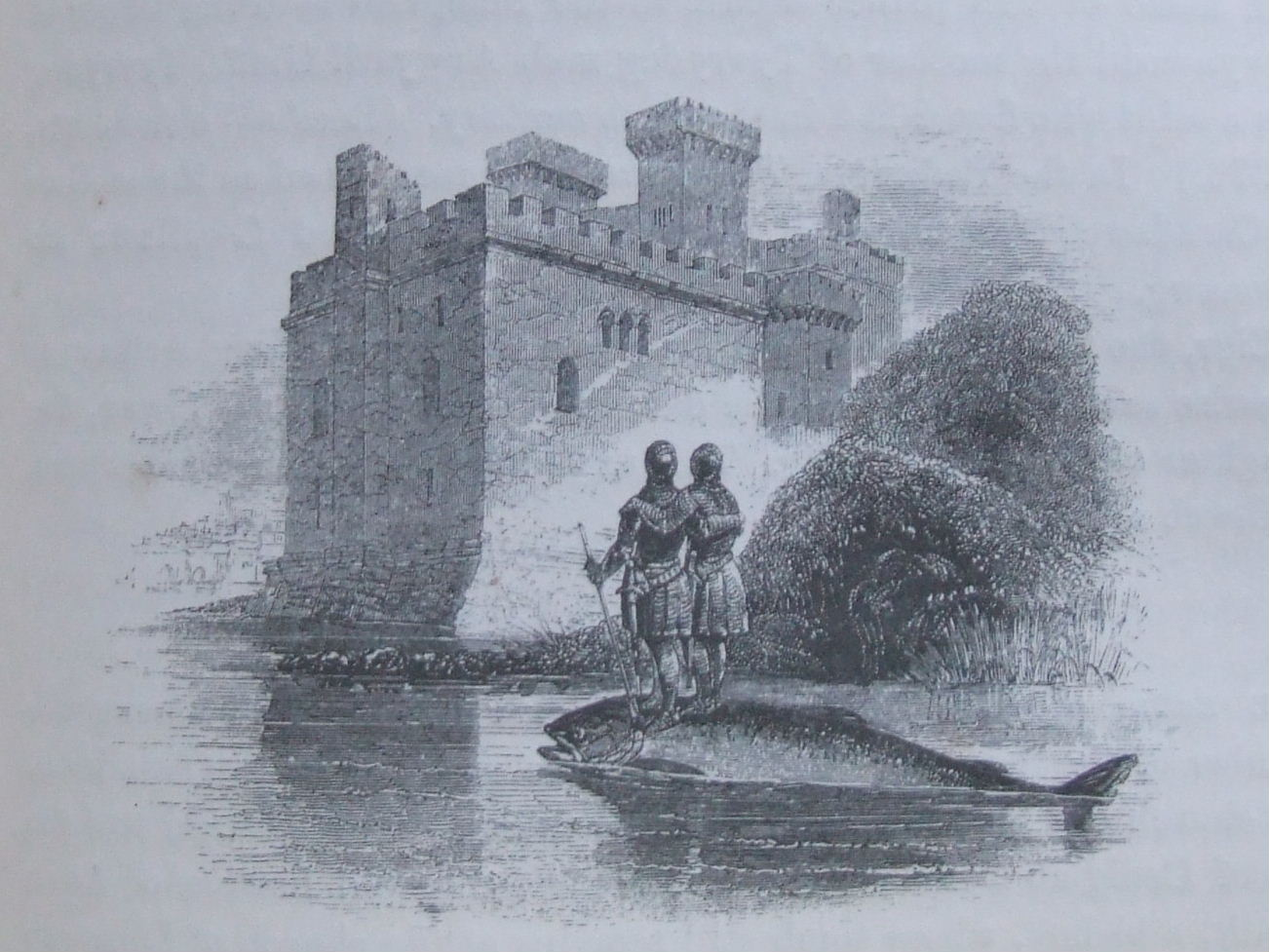
Cai s Bedwyrem na hřbetu velké ryby před Gloucesterem, ilustrace z roku 1877

Když Olwen dorazí, v jejích stopách raší bílé květy, ať jde kamkoli – odtud její jméno, které znamená „bílá stopa“. Kulhwch je ohromen její krásou, poví jí o své lásce, ale Olwen mu vysvětlí, že Ysbaddadenovi je souzeno zemřít, pokud se jeho dcera vdá. Kulhwch, Artuš a jeho rytířský doprovod proto následují Olwen do obrova hradu. Setkají se s Ysbaddadenem, který má znetvořenou postavou a svěšená víčka podepřená speciálními vidličkami. Ten nejprve hází na Kulhwcha otrávené oštěpy, ale ty mu jsou třikrát vráceny a zraní jej do nohy, břicha a oka. Ysbaddaden pak souhlasí se sňatkem, ale pod podmínkou, že Kulhwch splní čtyřicet obtížných, ne-li nemožných úkolů, včetně získání několika magických pokladů a svatebních doplňků pro Olwen. Na každý z nich, který mu obr zadá, odpoví Kulhwch „Bude pro mě jednoduché to zvládnout, i když si možná myslíte, že to nebude snadné.“

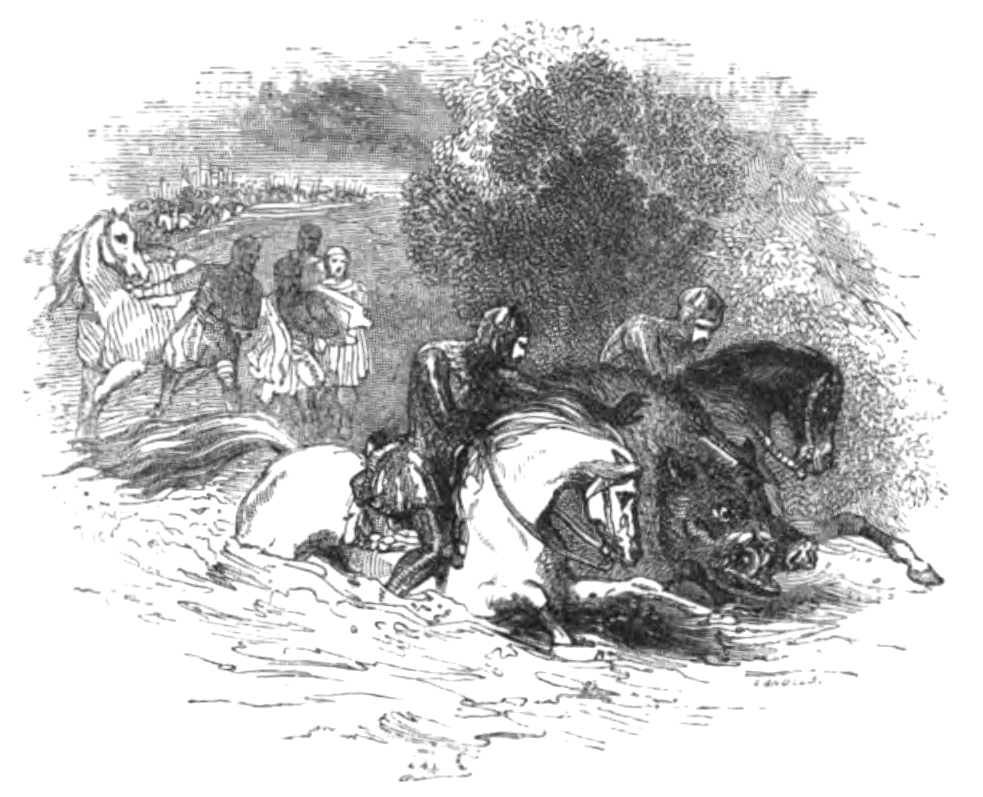
Pronásledování kance Twrcha Trwytha u řeky Severn, ilustrace z roku 1877

Mezi úkoly patří například ostříhání Ysbaddadenových vlasů a oholení jeho vousů, aby se mohl upravit na svatbu své dcery. K tomu bude ale potřeba získat hřeben, nůžky a břitvu, které jsou mezi dvěma ušima Twrcha Trwytha, syna irského krále Tareda, proměněného za své hříchby bohem do podoby divokého kance, dále kel obrovského kance Ysgithyrwyna, který mu musí být vyrván z hlavy, když je ještě naživu, a krev Černé čarodějnice, sídlící na hranicích pekla, pro změkčení Ysbaddadenových vousů. Také musí najít Mabona ap Modron (Mabona, syna Modron), který jediný dokáže zvládnout psa Drudwyna, který je potřebný k nalezení Twrcha Trwytha, a získat meč obra Wrnacha, kterým lze Twrcha Trwytha zabít.
Když Kulhwch s rytíři najdou obra Wrnacha, Cai jej přesvědčí, že jeho meč potřebuje naostřit. Když mu obr předá zbraň, Cai mu usekne hlavu. Mabona ap Modron se jim podaří díky jednomu z nich, který rozumí řečí ptáků a zvířat a postupně se ptá kosa, jelena, sovy a orla, najít uvězněného ve vodní kobce v Gloucesteru. Artušova armáda na Gloucester zaútočí, a zatímco zuří bitva, Cai s Bedwyrem se postaví na hřbet velké ryby, prorazí zeď kobky a Mabona osvobodí. Ysgithyrwyna, nejdivočejšího kance v zemi, se podaří zabít a získat jeho kel. Následně je v Irsku vystopován kanec Twrch Trwyth, ale ten uteče do Preseli v západním Walesu. Po zuřivé honičce jej uvězní v řece Severn, kde mu vezmou nůžky, hřeben a břitvu, a pak jej zaženou do moře. kde zmizí. Nakonec samotný Aruš zabije Černou čarodějnici a vezme si její krev.
Když jsou úkoly splněny (obludy jsou zabité, magické poklady většinou násilím získány od jejich vlastníků, svatební doplňky pro Olwen připravené), vrátí se Kulhwch s pomocníky do hradu obra Ysbaddadena, který je ostříhán a nemilosrdně oholen až na kost. Když se jej Kulhwch zeptá, zda mu jeho dcera nyní patří, odpoví: „Je tvá, ale za to nemusíš děkovat mně, ale Artušovi, který to pro tebe dokázal. Z mé svobodné vůle jsi ji nikdy neměl mít, protože s ní přicházím o život.“ Potom ho Goreu, syn Custennina, popadne za vlasy a usekne mu hlavu. Té noci se Olwen stane Kulhwchovou ženou a zůstane jeho manželkou až do své smrti.

## Adaptace

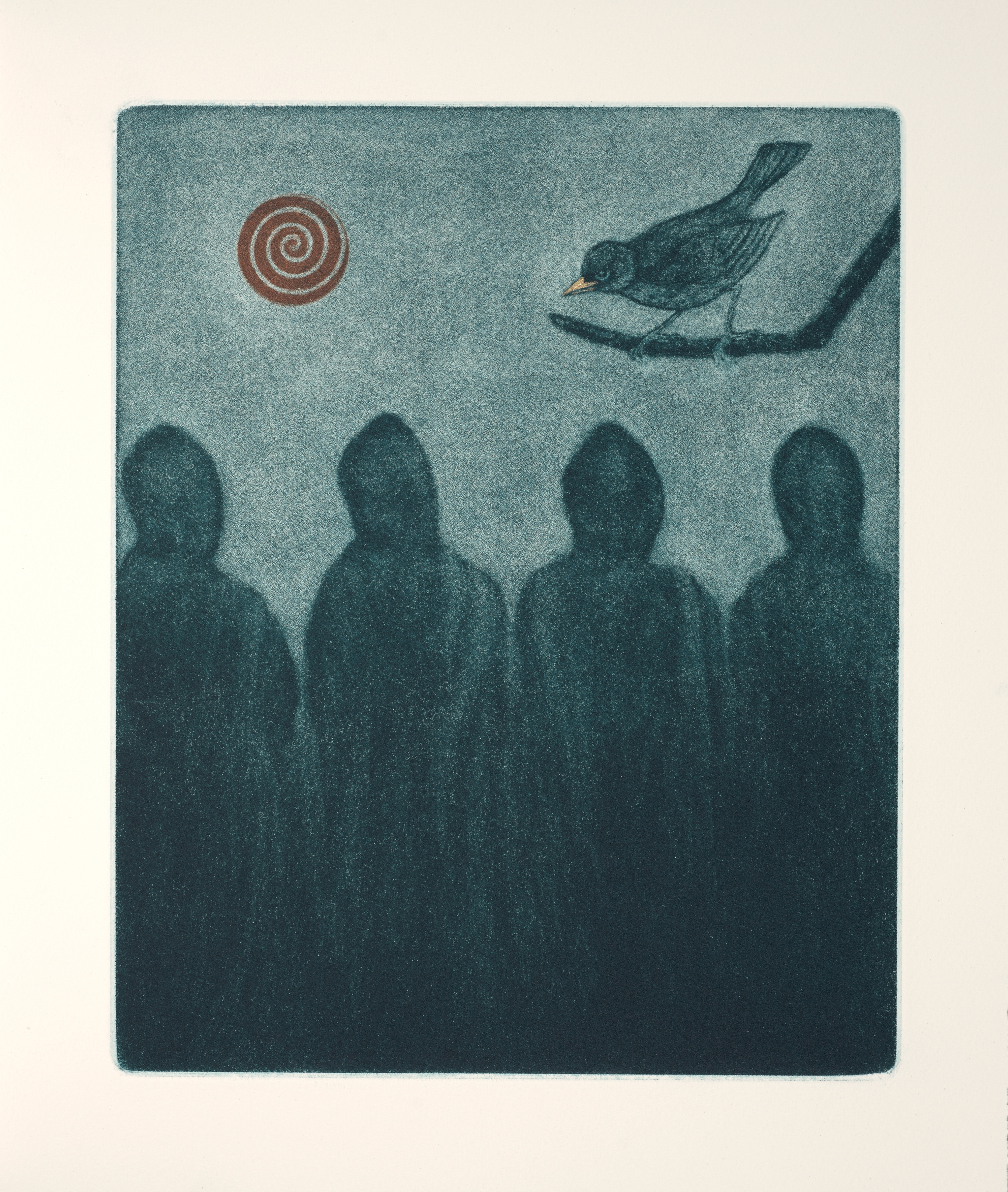
Ilustrace z knihy Shirley Jones The Quest

- Anglický básník a výtvarník David Jones napsal báseň s názvem The Hunt (Štvanice), jkterá se odehrává během pronásledování kance Twrcha Trwytha.[5]
- Roku 1988 převyprávěl příběh Kulhwcha a Olwen velšský básník Gwyn Thomas. Za toto převyprávnění získal roku 1989 velšskou cenu za dětskou literatutu Gwobr Tir na n-Og.[6]
- Pátá kniha série The Squire's Tales (Příběhy panoše) z roku 2003 s názvem The Ballad of Sir Dinadan (Balada o siru Dinadanovi) od amerického spisovatele pro mládež Geralda Morrise obsahuje adaptaci Kulhwchova pátrání.[7]
- Příběh Kulhwcha a Olwen adaptoval americký zpěvák a skladatel křesťanské hudby Derek Webb ve velštině a v angličtině jako dramatické představení pro znovuotevření hradu Narberth v Pembrokeshire v roce 2005.[8]
- Kniha velšské spisovately a grafičky Shirley Jones The Quest (2016, Hledání) je zaměřená na pátrání po místě pobytu uvězněného Mabona ap Modron.[9]

## Česká vydání
- Jak Kulhwch dostal Olwen in Mabinogi: keltské pověsti, Brno: Jan V. Pojer 1944, přeložil Jan Vilikovský.
- Jak Kulhwch dostal Olwen in Mabinogi: keltské pověsti. Kladno: Josef Cipra a František Konůpek 1949, přeložil Jan Vilikovský.
- Jak Kulhwch dostal Olwen in Mabinogi: keltské pověsti. Praha: SNKLU 1965, přeložil Jan Vilikovský.
- Jak Kulhwch dostal Olwen in Mabinogi: keltské pověsti. Brno: Zvláštní vydání 1995, přeložil Jan Vilikovský.

### Poznámka
1. ↑  Překlad lady Charlotty Guestové totiž obsahoval i Příběh Taliesina (Hanes Taliesin), který je v současné době jako pozdější dodatek vynecháván (tento příběh byl zaznamenán až v polovině 16. století a ve vlastní Mabinogi jsou o legendárním bardovi Taliesinovi pouze útržkovité zmínky).